# Cryptocoryne nevillii
Cryptocoryne nevillii är en kallaväxtart som beskrevs av Henry Trimen. Cryptocoryne nevillii ingår i släktet Cryptocoryne och familjen kallaväxter. Inga underarter finns listade.